# Sally (Vasco Rossi)
Sally è un brano scritto da Vasco Rossi e Tullio Ferro e arrangiato da Celso Valli, è contenuto nell'album Nessun pericolo... per te pubblicato nel 1996.
Nel 2002 è stato incluso anche nella raccolta Tracks di Vasco Rossi, e nel 2009 nella raccolta Tracks 2 - Inediti & rarità nella versione live del Live Europe Indoor '09.

## Storia della canzone
Vasco Rossi racconta di aver scritto la canzone tutta di getto, mentre era a bordo di una barca durante una vacanza a Saint-Tropez, dopo essere stato in un locale pieno di donne bellissime. Col passare del tempo rivelerà che in fondo Sally è anche Vasco: "Pensavo a una donna di trenta, trentacinque anni, poi mi sono accorto che nel pezzo era finito tantissimo di me" (citazione tratta dal libro Vasco Rossi. La storia dietro le canzoni, di Andrea Pedrinelli, Giunti Editore, 2017).

## Testo
Il testo parla di una donna, Sally, che ripensa alla sua vita, alle sue scelte sbagliate, agli errori che ha commesso, al dolore che ha subito per colpa di altri. Nella parte finale però la ragazza riesce a trovare dentro di sé la forza per andare avanti.

## Formazione
- batteria: Vinnie Colaiuta
- basso: Randy Jackson
- chitarre: Paolo Gianolio
- pianoforte e tastiere: Celso Valli
- cori: Clara Moroni, Silvio Pozzoli, Nando Bonini[2]

## Cover di Fiorella Mannoia
Nel 1999 Fiorella Mannoia ne ha realizzato una cover, contenuta nell'album Certe piccole voci. Nel 2011 una sua versione live del 1998 viene inserita nella compilation Radio Italia - Mi piace.

## Altre interpretazioni
Il 1º dicembre 2009, in occasione di un concerto di beneficenza organizzato dall'associazione Peter Pan e tenutosi presso il Gran Teatro di Roma, Fiorella Mannoia duetta con Noemi il brano Sally. Anche il 20 dicembre 2009 al Brancaleone, un locale di Roma, durante il Watoto Festival (concerto benefico in favore dei bambini orfani kenioti), le due artiste romane, tra gli altri brani, hanno riproposto e duettato Sally.

## Nei media
Un albo di Dylan Dog è ispirato al titolo della canzone.

## Classifiche
| Classifica (2012) | Posizione massima |
| ----------------- | ----------------- |
| Italia            | 73                |